# Karol IX Walezjusz
Karol IX (ur. 27 czerwca 1550 w Saint-Germain-en-Laye, zm. 30 maja 1574 w Vincennes) – książę Orleanu jako Karol Maksymilian, później król Francji 1560–1574 z dynastii Walezjuszów. Był synem króla Henryka II i Katarzyny Medycejskiej, która sprawowała regencję w latach 1560-1563. Młodszym bratem Franciszka II (1559-1560), po którego śmierci objął tron francuski, i starszym bratem Henryka III (1574-1589). Na jego panowanie przypada początek wojen religijnych we Francji oraz niechlubna noc św. Bartłomieja.

## Życiorys
Po urodzeniu Karol otrzymał tytuł księcia Angoulême, a w roku 1550, po śmierci swojego starszego brata Ludwika, został mianowany księciem Orleanu. W roku 1559 zmarł niespodziewanie jego ojciec, Henryk II, i tron Francji objął najstarszy brat Karola –  Franciszek II. Panowanie Franciszka było bardzo krótkie, zakończone śmiercią młodego władcy już w roku następnym. 5 grudnia 1560 roku królem ogłoszono więc Karola, który miał wówczas zaledwie dziesięć lat. Szlachta francuska zatwierdziła Katarzynę Medycejską w roli jego regentki. W rządach pomagał jej kanclerz Michel de l’Hôpital. W 1561 roku Karol został koronowany w katedrze w Reims. Antoni de Burbon-Vendôme, król Nawarry został mianowany natomiast naczelnym generałem Francji.

### Początek wojen religijnych
kontrolowane przez szlachtę hugenocką
     kontestowane między hugenotami i katolikami
     kontrolowane przez szlachtę katolicką
     luteranie w Alzacji

Francja podczas wojen religijnych (w granicach z 1685 roku); ziemie:
kontrolowane przez szlachtę hugenocką
kontestowane między hugenotami i katolikami
kontrolowane przez szlachtę katolicką
luteranie w Alzacji

Już w marcu 1560 miało miejsce we Francji niepokojące wydarzenie, które zapowiadało wojny religijne – tumult w Amboise, w którym grupa hugenotów próbowała przeprowadzić zamach na Franciszka Gwizjusza ostro opowiadającego się przy utrzymaniu katolicyzmu jako jedynej religii panującej. Spisek wykryto, a jego inicjatorów stracono. Celem polityki Katarzyny w tamtym czasie stało się zaspokojenie jątrzącego się konfliktu między francuskimi protestantami a katolikami. Stany Generalne w większości popierały szukanie kompromisu, silnej walki z herezją żądał oczywiście kler. Z inicjatywy Katarzyny w 1561 roku odbyło się kolokwium hugenotów i katolików w Poissy, ale w rozmowach nie osiągnięto żadnych porozumień. Regentce oraz królowi Karolowi spodobał się jednak wysłannik Kalwina, Teodor Beza, a bliskim doradcą dworu stał się Gaspard de Coligny, francuski admirał i hugenota.
W 1562 roku podpisano edykt z Saint-Germain, który dawał wolność hugenotom w wyznawaniu wiary publicznie na wsiach i prywatnie w miastach. Opozycyjni katolicy rozpoczęli rozbijanie hugenockich nabożeństw. Parlament paryski miał oficjalnie odrzucić edykt, ale na wsiach często górę brali protestanci. Szczególnie ważnym incydentem była masakra w Wassy w 1562 roku, w której z inicjatywy Franciszka Gwizjusza doszło do mordu na ponad siedemdziesięciu hugenotach. Wydarzenie to było pretekstem do pierwszej wojny religijnej.
W 1572 pod wpływem matki i Gwizjuszów przyzwolił na krwawą rozprawę z hugenotami w Paryżu. Doszło do niej w nocy z 23 na 24 sierpnia (tzw. noc św. Bartłomieja), gdy żołnierze królewskiej gwardii szwajcarskiej znienacka napadli i przy współudziale podburzonego tłumu paryżan w ciągu dwu dni zabili około 3 tys. protestantów (w tym wielu szlachciców) przybyłych na ślub przywódcy hugenotów, Henryka Burbona, króla Nawarry, z siostrą Karola, Małgorzatą de Valois (nazywaną przez rodzinę Margot).
Karol IX zmarł na gruźlicę. Przed śmiercią wezwał swojego szwagra Henryka Burbona, objął go i pożegnał jak najlepszego przyjaciela, a następnie prosił, aby zaopiekował się Marią Touchet i synem Karolem. Umierając, nie miał jeszcze 24 lat, tron po nim objął jego brat Henryk III Walezy.

## Potomstwo
26 listopada 1570 Karol ożenił się z Elżbietą Habsburżanką (1554-1592), arcyksiężniczką austriacką. Para miała jedynie córkę:
- Marię Elżbietę de Valois (27 października 1572 – 9 kwietnia 1578).

Karol do śmierci był wierny swej długoletniej kochance, Marii Touchet (1549–1638), hugenotce, córce radcy parlamentu w Lyonie, którą poznał w 1566 podczas podróży po Francji. Miał z nią nieślubnego syna:
- Karola de Valois (28 kwietnia 1573 – 24 września 1650), księcia d’Angoulême.

## Wywód przodków
| 4. Franciszek I Walezjusz          |  |                         |  |  |                       |
|                                    |  | 2. Henryk II Walezjusz  |  |  |                       |
| 5. Klaudia Francuska               |  |                         |  |  |                       |
|                                    |  |                         |  |  | 1. Karol IX Walezjusz |
| 6. Lorenzo II Medyceusz            |  |                         |  |  |                       |
|                                    |  | 3. Katarzyna Medycejska |  |  |                       |
| 7. Madeleine de la Tour d'Auvergne |  |                         |  |  |                       |
|                                    |  |                         |  |  |                       |

## W literaturze
Karol IX jest jednym z głównym bohaterów w powieści pt. Królowa Margot Aleksandra Dumasa. W powieści jest on przyjacielem swojego szwagra Henryka Burbona i wielokrotnie ratuje mu życie. Jego matka, Katarzyna Medycejska, próbuje zabić Henryka Burbona i w ten sposób zapobiec jego intronizacji na tron Francji. Karol IX umiera po tym, jak przypadkowo otruł się arszenikiem ze stron książki o myślistwie, którą Katarzyna podrzuciła do pokoi Henryka, a nieświadomy tego Karol pożyczył od szwagra.
W literaturze polskiej Karol IX jest jednym z kluczowych bohaterów powieści, której autorem jest Andrzej Sarwa noszącej tytuł Wieszczba Krwawej Głowy.